# Списак места Светске баштине у Румунији
Места светске баштине Организације Уједињених нација за образовање, науку и културу (УНЕСКО) су места од значаја за културну или природну баштину, како је описано у Унесковој конвенцији о светској баштини, установљеној 1972. године. Културно наслеђе чине споменици (као што су архитектонска дела, монументалне скулптуре или натписи), групе зграда и локалитети (укључујући археолошка налазишта). Природна обележја (која се састоје од физичких и биолошких формација), геолошке и физиографске формације (укључујући станишта угрожених врста животиња и биљака) и природни локалитети који су значајни са становишта науке, очувања или природне лепоте, дефинишу се као природно наслеђе. Румунија је прихватила конвенцију 16. маја 1990, чиме су њена историјска места квалификована за уврштавање на листу.
Од 2024. године, у Румунији постоји једанаест локација светске баштине, од којих су девет локалитета културна, а два природна. Први локалитет, делта Дунава, додат је на листу на петнаестој седници Комитета светске баштине, одржаној у Картагини 1990. Нови су додати 1993. и 1999, а неки од су накнадно проширени. Рударство Рошија Монтана је наведено 2021. и одмах је стављен на списак угрожених места светске баштине због планова за наставак рударења. Карпатске и немачке прашуме букве деле се међу осамнаест европских земаља. Поред тога, Румунија има седамнаест локација на тентативној листи.

## Локалитети
УНЕСКО наводи локалитете под десет критеријума, сваки унос мора да испуњава бар један од критеријума. Критеријуми од I до VI су културни, а од VII до X су природни.
| Име локалитета                            | Фотографија                                                | Локација                             | Година уписа | Подаци УНЕСКО-а             | Опис |
| ----------------------------------------- | ---------------------------------------------------------- | ------------------------------------ | ------------ | --------------------------- | --- |
| Делта Дунава                              | Dalmatian Pelican and Great Cormorant in the Danube Delta  | Тулча                                | 1991.        | 588; VII, X (природa)       | Делта Дунава, где река Дунав улази у Црно море, највећа је европска мочвара. Дом је за преко триста врста птица и четрдесет и пет врста слатководних риба, укључујући угрожене јесетре. Врсте сисара укључују европску видрицу, европску дивљу мачку, евроазијску видру и средоземну морску медведицу. |
| Села са утврђеним црквама у Трансилванији | Church with surrounding walls and houses                   | Сибињ, Алба, Харгита, Брашов и Муреш | 1993.        | 596; IV (култура)           | Овај локалитет обухвата седам села са утврђеним црквама које су између 13. и 16. века подигли трансилвански Саксонци. Насеобина и организација села сачувана је од средњег века. Шест села (Калник, Даржиу, Прежмер, Саскиз, Ваља Виилор и Вискри) је наведено у првобитној номинацији 1993. године, док је село Биертан (на слици утврђена црква) додато 1999. |
| Манастир Хорезу                           | A richly ornamented church building with two bell towers   | Валча                                | 1993.        | 597; II (култура)           | Манастир Хорезу је основао 1690. године Константин Бранковеану, принц од Влашке, који је био имењак Бранкованског стила. УНЕСКО га сматра ремек–делом овог стила. Познат је по богатим украсним детаљима и вотивним сликама. У 18. веку у манастиру је основана утицајна школа мурала и иконописа. |
| Цркве Молдавије                           | Sucevita church with painted walls inside a walled complex | Сучава                               | 1993.        | 598; I, IV (култура)        | Овај локалитет обухвата осам цркава саграђених у 15. и 16. веку. У складу са стилом регионалног периода, фасаде цркава су у потпуности прекривене фрескама инспирисаним византијском уметношћу. Слике приказују библијске теме и добро су очуване. Локалитет обухвата цркве Усековања Јована Крститеља, Успења Велике Богородице (Хуморски манастир), Благовести (Манастир Молдовица), Светог крста, Светог Николе, Светог Ђорђа (Манастир Вороњец) и Васкрсења (Манастир Сучевица, на слици), као и Нови манастир Светог Јована. Ова друга црква је додата на листу 2010. године.                                         |
| Историјски центар Сегешвара               | A winter view of the old town, including several spires    | Муреш                                | 1999.        | 902; III, V (култура)       | Историјски центар града Сегешвара датира из 12. века. Представља добро очуван пример малог утврђеног средњовековног града обликованог интеракцијом култура средње Европе и византијско-православне југоисточне Европе. Основали су га Трансилвански Саксонци, заједница немачких трговаца и занатлија који живе у региону више од 850 година. Међутим, због модерног доба, њихова култура је сачувана само кроз архитектонске споменике. |
| Цркве брвнаре у Марамурешу                | A wooden church with a pointy spire                        | Марамуреш                            | 1999.        | 904; IV (култура)           | Ова локација обухвата осам цркава из 17. и 18. века у округу Марамуреш. Цркве су направљене од дрвета и комбинују утицаје православне и готичке архитектуре. Неке од уобичајених карактеристика цркава укључују високе, танке куле са сатом и кровове прекривене шиндром. На листи су цркве Ваведења Богородице у Барсани, Светог Николе (на слици) у Будештију, Свете Параскеве у Десештију, Рођења Богородице у Јеуду, Светих арханђела у Плопису, Свете Параскеве у Појениле Изеју и Светих Архангела у Шишешти. |
| Дачке тврђаве на планинама Ораштије       | Ruins of different buildings in a grassy setting           | Хунедоара и Алба                     | 1999.        | 906; II, III, IV (култура)  | Ова локација обухвата шест тврђава изграђених у 1. веку пре нове ере и 1. веку нове ере. Служиле су као заштита од римско-дачинских освајања. Представља репрезентативни пример два карактеристична типа утврђења Европе из касног гвозденог доба, градина и његовог наследника, који је из њега настао, опидума. |
| Карпатске и немачке прашуме букве*        | Waterfall in a beech forest                                | Више локација                        | 2017.        | 1133; IX (природa)          | Ова локација обухвата примере умерених шума које показују процес постглацијалног ширења обичне букве из неколико изолованих уточишта на Алпима, Карпатима, Динаридима, Медитерану и Пиринејима. Локалитет је првобитно био на листи 2007. године као Прашуме букве на Карпатима, које деле Словачка и Украјина, проширен је 2011. када су укључене Древне букове шуме Немачке, затим 2017. на списак дванаест области у Румунији и неким другим земљама, као и 2021. са шумама у укупно осамнаест земља. |
| Рударство Рошија Монтана                  | Open-pit mine                                              | Алба                                 | 2021.        | 1552; II, III, IV (култура) | Рошија Монтана се налази на западном делу румунских Карпата. Подручје је богато налазиштима племенитих метала и било је центар вађења злата од бронзаног доба до 21. века. Пре открића Америке, ово подручје је било главни европски извор злата. Важни остаци потичу из римског доба, када је основан рударски град Албурнус Мајор. У средњем веку рударством су се бавиле углавном породице сељака–рудара, ова прединдустријска пракса се наставила до национализације 1948. године. Након описа, одмах је стављен на списак угрожених места светске баштине због претњи које представљају планови за наставак рударења. |
| Споменички комплекс у Таргу Жију          |                                                            | Горж                                 | 2024.        | I, II (култура)             | Споменички комплекс у Таргу Жију је дизајнирао румунски вајар Константин Бранцуши 1937. године у знак сећања на погинуле војнике у Првом светском рату. У скупштини се налазе три скулптуре, Трпеза тишине (Masa tăcerii), Капија пољупца (Poarta sărutului) и Бескрајни стуб (Coloana fără sfârșit), приказан на слици. Споменичком комплексу су додати Црква Светих Апостола Петра и Павла и куће са „Пута хероја”. |
| Границе Римског царства                   | Ruins of buildings, overgrown with grass                   | Више локација                        | 2024.        | 1718; II, III, IV (култура) | Ово налазиште обухвата дачки део римске утврђене границе. Дужине више 1000 километара представља најдужи копнени римски гранични сектор у Европи. У Румунији је идентификовано око сто утврђења, педесет малих утврђења и више од сто педесет кула. На слици су рушевине Миције. |

## Тентативна листа
Поред локалитета уписаних на Листу светске баштине, државе чланице могу да одржавају листу пробних локација које могу да размотре за номинацију. Номинације за Листу светске баштине се прихватају само ако је локација претходно била наведена на тентативној листи. Од 2024. године, Румунија је забележила седамнаест локација на својој прелиминарној листи.
| Име локалитета                                         | Фотографија                                             | Локација        | Година уписа | УНЕСКО критеријуми       | Опис |
| ------------------------------------------------------ | ------------------------------------------------------- | --------------- | ------------ | ------------------------ | --- |
| Манастир Њамц                                          | A stone church with tourists around                     | Њамц            | 1991.        | I, II, IV (култура)      | Манастир је основан у 14. веку. Црква је подигнута крајем 15. века, у време владавине краља Стефанa III Молдавског, и представља најрепрезентативнији пример молдавског стила верске архитектуре. Манастир је био један од најзначајнијих регионалних центара културе, имао је штампарију и школу. |
| Византијске и поствизантијске цркве у Куртеа де Арђешу | Church building in white stone                          | Арђеш           | 1991.        | I, II, IV (култура)      | Куртеа де Арђеш је била престоница Влашке. Кнежевски двор, који датира од 13. до 16. века, сада је у рушевинама. Црква Светог Николе датира из 14. века, док је манастир Куртеа де Арђеша (на слици), део некадашњег манастира, из 16. века. |
| Пећински комплекс Мурфатлар                            | Rock carving of a lion                                  | Констанца       | 1991.        | (култура)                | Пећински комплекс, који се налази у близини града Мурфатлар (раније познат као Басараби) у старом каменолому креде, претворен је у манастирски комплекс од 10. до 12. века. Неколико натписа је уклесано на зидовима различитим писмима, укључујући грчко, глагољичко, ћирилично писмо и турске руне. Постоји и неколико резбарија које приказују библијске теме.                                                                                                   |
| Куле из Олтеније                                       | A white tower with a wooden roof                        | Више локација   | 1991.        | IV, V (култура)          | Куле су полуутврђене грађевине пронађене у региону Олтеније (такође познато као Мала Влашка). Изграђене су како би се са њих посматрале важне руте и користило их је веће и мање племство. На слици је Кула Гресеану. |
| Црква Денсуш                                           | A church built in stone                                 | Хунедоара       | 1991.        | I, IV (култура)          | Црква је подигнута најкасније у 14. веку на месту римског храма чији су материјали коришћени за изградњу. Унутрашње слике потичу из 15. века. |
| Историјски град Алба Јулија                            | Star fort, look from above                              | Алба            | 1991.        | IV, V, VI (култура)      | Алба Јулија се налази на месту римског логора Апулон из 2. века нове ере. Средњовековни град је био окружен бастионима у 18. веку. Значајне грађевине укључују католичку катедралу Светог Михаила из 13. века, православну крунидбену катедралу из 1992. године, Кнежев двор и библиотеку Батхианеум. На слици је почетна тврђава Алба Јулије. |
| Планине Ретезат                                        | Mounains and a small lake                               | Хунедоара       | 1991.        | (природa)                | У документацији за номинацију није дат опис. Планина Ретезат садржи двадесет врхова преко 2000m, око осамдесет језера, међу којима је највеће глацијално језеро у Румунији – језеро Букура, медведе, мрмоте и дивокозе, букове шуме, кршевите гребене и ливаде. |
| Планински врх Родних планина                           | Mounains and some old houses in front                   | Бистрица-Насауд | 1991.        | (природa)                | У документацији за номинацију није дат опис. Највиши врх са 2303m представља уједно и највиши врх у свим источним Карпатима. Главни гребен чини природну границу између жупаније Бистрица-Насауда и Марамуреша. Са административне тачке гледишта, 80% површине масива је у Бистрици-Насауди, а 20% у Марамуреши. |
| Формација Санпетру                                     | Drawing of a pterosaur                                  | Хунедоара       | 1991.        | (природa)                | У документацији за номинацију није дат опис. Формација Санпетру је геолошка наслага из периода касне креде, богата диносаурусима и другим фосилима. На слици је приказан уметников утисак птеросаура Eurazhdarcho, откривеног на локалитету. |
| Световна шума Слатиоара                                |                                                         | Сучава          | 1991.        | (природa)                | Ова номинација обухвата световне шуме које се налазе у саставу Карпатских и немачких прашума букве. |
| Историјски центар Сибиња и његов ансамбл тргова        | Grand Square with some people walking                   | Сибињ           | 2004.        | II, III, IV, V (култура) | Први записи о Сибињу, који су основали трансилвански Саксонци, потичу из 1191. године. Од 1366. град је познат као Херманштат и био је главни град саксонског насеља у Трансилванији. Саксонски универзитет је основан у граду у 15. веку, а 1543. године Сибињу је био центар реформације у региону. Међу истакнутим архитектонским карактеристикама града су три међусобно повезана трга Горњег града, као и низ зграда у готичком, ренесансном и барокном стилу. |
| Стара села Холоко и Раметеа и њихова околина*          | Two old houses with white facades, flower pots in front | Алба            | 2012.        | V (култура)              | Ова локација представља предложено проширење села Холоко, које је на списку места светске баштине у Мађарској од 1987. Раметеа се развила у 17. и 18. веку и намерно је очувана као живи пример сеоског живота пре пољопривредне револуције 20. века. Има јаку мађарску заједницу. |
| Границе Римског царства — Дунавски лимес (Румунија)*   | Stone gate with two towers and two arched passes        | Више локација   | 2020.        | II, III, IV (култура)    | Ова локација представља транснационалну номинацију која покрива локалитете са римским утврђењима дуж реке Дунав. На слици је реконструисана капија у Поролисуму. |
| Бивши комунистички затвори у Румунији                  |                                                         | Више локација   | 2024.        | VI (култура)             | Ова номинација обухвата пет бивших комунистичких затвора: Јилава (на слици), Рамница Сарат, Питешти, Фагараш и Сигет Мармаћеј. |
| Пећина Мовиле                                          |                                                         | Констанца       | 2024.        | VIII, IX, X (природa)    | Пећина је номинована због њеног водоносног слоја који је чини јединственом, изолованим екосистемом обликован високом концентрацијом сумпорних једињења, али мало кисеоника, при чему се већина организама ослања на хемосинтезу да би преживела. |
| Кнежевске верске основе у Влашкој и Молдавији          |                                                         | Арђеш и Јаши    | 2024.        | I, II (култура)          | Ова номинација обухвата два манастира: Куртеа де Арђеш (на листи од 1991) и Света три јерарха (већ номинован, на слици). |
| Краљевске резиденције Синаја                           |                                                         | Прахова         | 2024.        | II, IV, VI (култура)     | Ова номинација обухвата делове Синаја изграђеног за време владавине Карола I Румунског, пре свега дворце Пелеш (на слици), Пелишор и Фоишор. |